# فاروتسی
فاروتسی (به بلغاری: Farevtsi) یک منطقهٔ مسکونی در بلغارستان است که در تریاونا واقع شده‌است.
 فاروتسی  ۵ نفر جمعیت دارد.